# 開隆山勘之亟
開隆山 勘之亟（かいりゅうやま かんのじょう、1939年（昭和14年）8月28日 - 1986年（昭和61年）9月10日、本名・青木 勘之丞（あおき かんのじょう））は、秋田県南秋田郡大久保町（現・潟上市）出身で伊勢ヶ濱部屋（入門時は荒磯部屋）に所属した大相撲力士。
最高位は西関脇（1964年5月場所・1964年11月場所）。現役時代の体格は180cm、116kg。得意手は右四つ、寄り、上手捻り、首投げ。

## 来歴・人物
高校相撲の強豪校であった金足農業高校在学時、荒磯親方（元横綱・照國）にスカウトされ、家族は長男である事を理由に角界入りを反対した。だが、荒磯部屋の後援会長でもあった開隆堂出版の社長の説得もあって、高校を1年で中退して同部屋に入門した。「開隆山」の四股名は、この開隆堂出版に因むものである。
1956年3月場所にて、16歳で初土俵を踏んだ。翌場所、「照ノ若」の四股名で序ノ口に付き、同年9月場所より「開隆山」に改名。
以来出世街道を驀進し、三段目までは各段1場所で突破したが、幕下に上がってからは膝の怪我もあって十両昇進まで約3年を要した。1959年11月場所で新十両に昇進すると、4場所連続の勝ち越しでこの地位を突破し、翌年7月場所で新入幕。色白の美男幕内力士として、当時より人気があった。その後、師匠（元照國）が年寄名跡を変更した事に伴い、1961年1月より所属の部屋名が伊勢ヶ濱部屋に変わっている。
1961年11月場所では、直前に揃って横綱に昇進した柏戸と大鵬をともに破って殊勲賞を受け、1964年3月場所でも新横綱の栃ノ海を破り「新横綱キラー」として名を馳せた。また、1962年7月場所では大関に昇進したばかりの栃光と栃ノ海に勝つなど、「新大関キラー」ぶりも発揮している。
しかし、持病の痛風や負傷のために大成できず、1967年9月場所を最後に十両へ陥落。十両尻まで下がり途中休場した1968年3月場所限り、28歳の若さで引退した。
大柄なのに前捌きが巧く、相手に左差しを許さないほど右脇が堅かった。これは、部屋付きの浅香山親方（元小結・若瀬川）の指導の賜だったとされる。しかし、腕力が強く捻り技や首投げで横綱達を倒したのが良くなかったか、これに拘るきらいがあった。
引退後は年寄・楯山から同・桐山を襲名し、伊勢ヶ濱部屋付きの親方として後輩達を指導しつつ勝負審判も務めていたが、1980年12月に廃業。その後は故郷に戻り、余生を送ったという。
1986年9月10日、糖尿病のため秋田市内の病院で逝去。享年47。
酒が大好きで、蔵前国技館の改装の際には升席で酒を飲みながら、「こんないい席で相撲が見られて酒が飲めるなんて、幸せな事だよ」と言っていた。また、同時代に活躍した関脇・房錦（後、年寄・山響→同・若松）とは、親方時代しょっちゅう飲み比べをしたという事である。

## 主な戦績
- 通算成績：451勝441敗17休 勝率.506
- 幕内成績：306勝354敗  勝率.464
- 現役在位：69場所
- 幕内在位：44場所
- 三役在位：4場所（関脇2場所、小結2場所）
- 三賞：3回
  - 殊勲賞：3回（1961年11月場所、1964年3月場所、1964年9月場所）
- 雷電賞：1回（1965年3月場所）
- 金星：8個（柏戸2個、大鵬3個、栃ノ海3個）[1]
- 各段優勝
  - 十両優勝：1回（1960年5月場所）
  - 三段目優勝：1回（1957年1月場所）
  - 序二段優勝：1回（1956年9月場所）

### 場所別成績
| | 一月場所 初場所（東京） | 三月場所 春場所（大阪）  | 五月場所 夏場所（東京） | 七月場所 名古屋場所（愛知） | 九月場所 秋場所（東京） | 十一月場所 九州場所（福岡） |
| --- | ----------------------- | ------------------------ | ----------------------- | --------------------------- | ----------------------- | --------------------------- |
| 1956年 （昭和31年） | x                       | （前相撲）               | 東序ノ口24枚目 6–2      | x                           | 東序二段74枚目 優勝 8–0 | x                           |
| 1957年 （昭和32年） | 西三段目78枚目 優勝 8–0 | 西幕下74枚目 4–4         | 西幕下73枚目 6–2        | x                           | 西幕下54枚目 4–4        | 東幕下53枚目 6–2            |
| 1958年 （昭和33年） | 東幕下43枚目 5–3        | 東幕下40枚目 7–1         | 東幕下19枚目 6–2        | 西幕下4枚目 6–2             | 東幕下2枚目 3–5         | 東幕下6枚目 3–5             |
| 1959年 （昭和34年） | 東幕下9枚目 5–3         | 東幕下7枚目 5–3          | 西幕下4枚目 5–3         | 東幕下2枚目 5–3             | 西幕下筆頭 5–3          | 西十両20枚目 9–6            |
| 1960年 （昭和35年） | 東十両15枚目 10–5       | 東十両8枚目 8–7          | 東十両8枚目 優勝 12–3   | 西前頭16枚目 8–7            | 西前頭12枚目 10–5       | 東前頭6枚目 4–11            |
| 1961年 （昭和36年） | 東前頭9枚目 7–8         | 西前頭9枚目 9–6          | 西前頭3枚目 6–9         | 東前頭6枚目 9–6             | 東前頭2枚目 8–7         | 東前頭筆頭 9–6 殊★          |
| 1962年 （昭和37年） | 東張出小結 4–11         | 西前頭5枚目 6–9          | 西前頭6枚目 11–4        | 東小結 6–9                  | 東前頭3枚目 6–9         | 東前頭5枚目 9–6             |
| 1963年 （昭和38年） | 西前頭筆頭 5–10         | 東前頭4枚目 9–6          | 東前頭筆頭 7–8          | 東前頭2枚目 4–11            | 西前頭7枚目 7–8         | 東前頭8枚目 7–8             |
| 1964年 （昭和39年） | 西前頭9枚目 8–7         | 西前頭2枚目 9–6 殊★      | 西関脇 5–10             | 西前頭2枚目 6–9 ★           | 東前頭5枚目 9–6 殊★     | 西関脇 5–10                 |
| 1965年 （昭和40年） | 西前頭3枚目 6–9 ★       | 西前頭5枚目 10–5         | 東前頭筆頭 5–10 ★       | 西前頭5枚目 7–8             | 西前頭6枚目 7–8         | 東前頭7枚目 7–8             |
| 1966年 （昭和41年） | 東前頭8枚目 7–8         | 東前頭9枚目 7–8          | 西前頭9枚目 9–6         | 西前頭4枚目 1–14            | 東前頭12枚目 7–8        | 西前頭12枚目 9–6            |
| 1967年 （昭和42年） | 西前頭5枚目 7–8         | 東前頭6枚目 6–9          | 西前頭11枚目 8–7        | 西前頭7枚目 6–9             | 東前頭10枚目 4–11       | 西十両3枚目 7–8             |
| 1968年 （昭和43年） | 東十両4枚目 2–7–6       | 東十両13枚目 引退 0–4–11 | x                       | x                           | x                       | x                           |
| 各欄の数字は、「勝ち-負け-休場」を示す。 優勝 引退 休場 十両 幕下 三賞：敢=敢闘賞、殊=殊勲賞、技=技能賞 その他：★=金星 番付階級：幕内 - 十両 - 幕下 - 三段目 - 序二段 - 序ノ口 幕内序列：横綱 - 大関 - 関脇 - 小結 - 前頭（「#数字」は各位内の序列） |                         |                          |                         |                             |                         |                             |

### 幕内対戦成績
| 青ノ里   | 17 | 12 | 朝岡     | 1  | 1  | 朝潮(米川)   | 2(2) | 0  | 天津風 | 5 | 2  |  |  |  |
| 荒岐山   | 1  | 0  | 荒波     | 4  | 2  | 岩風         | 2    | 4  | 宇多川 | 6 | 2  |  |  |  |
| 及川     | 2  | 1  | 追風山   | 3  | 1  | 扇山         | 3    | 4  | 大晃   | 6 | 2  |  |  |  |
| 岡ノ山   | 1  | 0  | 小城ノ花 | 10 | 5  | 海山         | 5    | 0  | 海乃山 | 7 | 7  |  |  |  |
| 柏戸     | 2  | 7  | 金乃花   | 5  | 5  | 北ノ國       | 2    | 1  | 北の洋 | 2 | 1  |  |  |  |
| 北の冨士 | 3  | 4  | 北葉山   | 4  | 16 | 君錦         | 7    | 1  | 麒麟児 | 2 | 2  |  |  |  |
| 栗家山   | 1  | 0  | 高鉄山   | 3  | 4  | 琴ヶ濱       | 4    | 3  | 琴櫻   | 1 | 4  |  |  |  |
| 逆鉾     | 0  | 1  | 佐田の山 | 3  | 19 | 沢光         | 4    | 1  | 潮錦   | 2 | 0  |  |  |  |
| 大豪     | 6  | 14 | 大心     | 3  | 2  | 大鵬         | 4    | 16 | 大文字 | 1 | 1  |  |  |  |
| 大雄     | 3  | 6  | 玉嵐     | 4  | 0  | 玉乃海       | 1    | 0  | 玉乃島 | 1 | 5  |  |  |  |
| 玉響     | 1  | 3  | 常錦     | 3  | 2  | 鶴ヶ嶺       | 13   | 11 | 出羽錦 | 5 | 7  |  |  |  |
| 時津山   | 0  | 1  | 時葉山   | 0  | 1  | 戸田         | 2    | 2  | 栃東   | 2 | 1  |  |  |  |
| 栃王山   | 2  | 3  | 栃ノ海   | 9  | 12 | 栃光         | 7    | 12 | 豊國   | 5 | 8  |  |  |  |
| 成山     | 1  | 0  | 羽黒川   | 7  | 4  | 羽黒山       | 2    | 7  | 長谷川 | 0 | 6  |  |  |  |
| 花光     | 2  | 4  | 廣川     | 10 | 5  | 福田山       | 5    | 0  | 福の花 | 1 | 3  |  |  |  |
| 房錦     | 2  | 2  | 富士錦   | 9  | 3  | 藤ノ川       | 2    | 0  | 二子岳 | 1 | 3  |  |  |  |
| 双ツ龍   | 1  | 1  | 前田川   | 7  | 5  | 前の山       | 1    | 3  | 松登   | 4 | 1  |  |  |  |
| 禊鳳     | 2  | 3  | 明武谷   | 2  | 13 | 陸奥嵐       | 0    | 1  | 豊山   | 2 | 15 |  |  |  |
| 義ノ花   | 1  | 4  | 芳野嶺   | 2  | 0  | 若杉山       | 7    | 1  | 若秩父 | 7 | 8  |  |  |  |
| 若天龍   | 3  | 3  | 若浪     | 5  | 7  | 若鳴門       | 2    | 4  | 若ノ海 | 2 | 1  |  |  |  |
| 若ノ國   | 3  | 1  | 若乃洲   | 2  | 0  | 若乃花(初代) | 0    | 5  | 若羽黒 | 6 | 5  |  |  |  |
| 若二瀬   | 3  | 1  | 若前田   | 4  | 2  | 若見山       | 3    | 8  | 若吉葉 | 2 | 0  |  |  |  |

## 改名歴
- 照ノ若（てるのわか、1956年5月場所）
- 開隆山（かいりゅうやま、1956年9月場所-1968年3月場所（引退））

## 年寄遍歴
- 楯山（たてやま、1968年3月-1969年1月）
- 桐山（きりやま、1969年1月-1980年12月（廃業））